# سان نيكاسيو (محطة مترو أنفاق مدريد)
سان نيكاسيو (بالإسبانية: San Nicasio)‏ هي محطة مترو أنفاق في مدريد في إسبانيا، تقع على الخط رقم 12.